# Gasland
Pour plus de détails, voir Fiche technique et Distribution.
Gasland est un film documentaire américain sorti en 2010. Écrit et réalisé par Josh Fox, il a pour objet l'impact environnemental et sanitaire de la méthode d'extraction du gaz de schiste par fracturation hydraulique.

## Synopsis

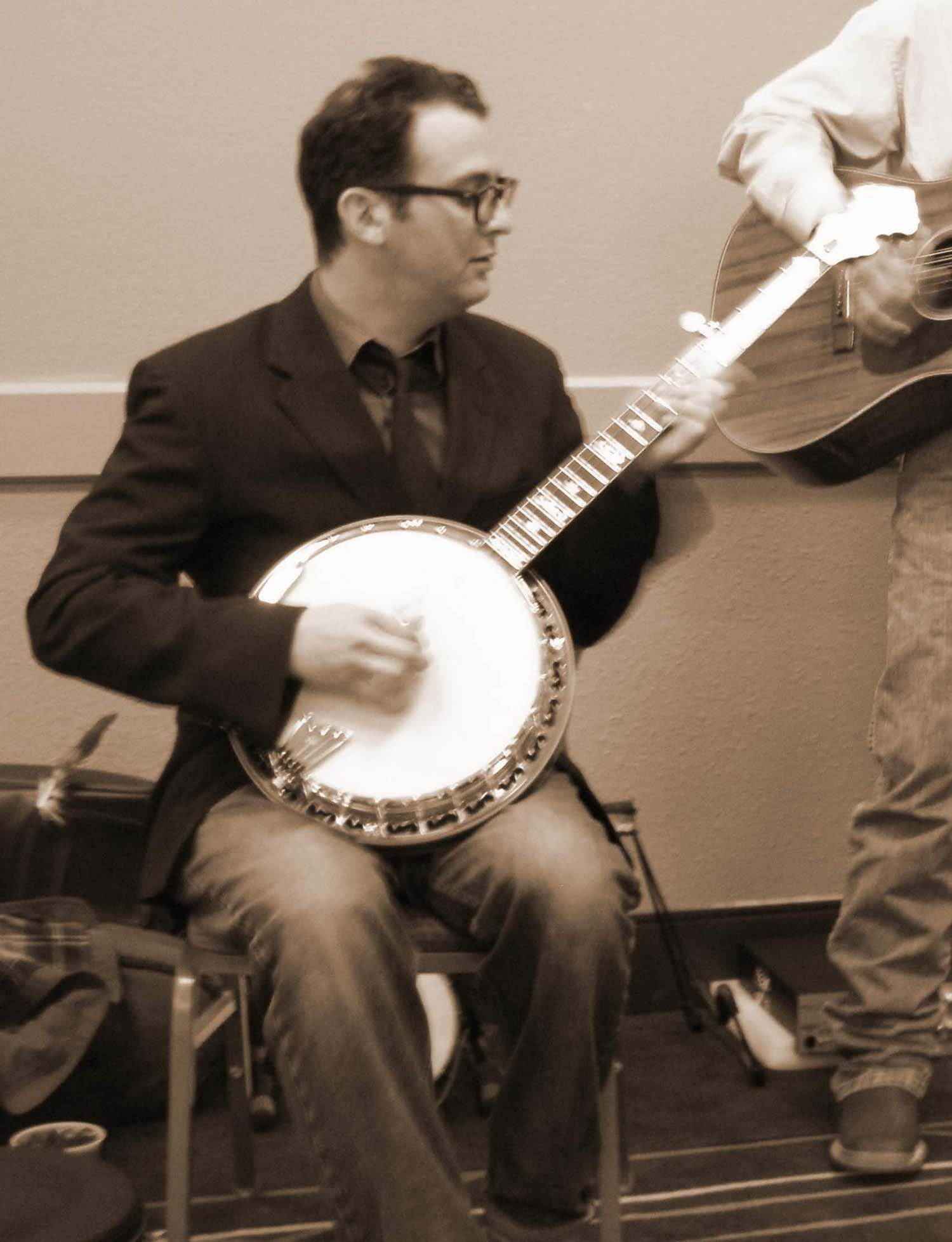
Josh Fox

Un matin, Josh Fox reçoit une lettre d'une compagnie d'extraction de gaz qui lui propose 100 000 dollars contre le droit d'installer des puits de forage sur les dix hectares du terrain familial, dans la zone non incorporée de Milanville (Pennsylvanie). Méfiant, Fox se renseigne alors sur l'exploitation de la formation rocheuse des schistes de Marcellus qui parcourt la Pennsylvanie, l'État de New York, l'Ohio et la Virginie-Occidentale. Josh Fox visite d'abord Dimock (Pennsylvanie), dans une zone d'exploitation du gaz de schiste. Il y rencontre plusieurs familles dont l'eau du robinet peut prendre feu si l'on en approche un briquet. Les habitants y souffrent également de nombreux problèmes de santé et craignent que leur approvisionnement en eau soit contaminé.
Josh Fox décide alors de partir plus à l'ouest, dans des endroits où l'exploitation dure depuis une décennie, pour constater son impact sur les communautés sur un plus long terme. Il visite donc différents sites, principalement dans le Colorado, le Wyoming, l'Utah et le Texas, partant à la rencontre des résidents pour en recueillir les récits. Nombre d'entre eux mentionnent des problèmes de santé chroniques, ainsi qu'une contamination de l'air, des puits ou des cours d'eau. Fox admet cependant, dans une interview accordée la radio publique américaine NPR, qu'il ne s'agit que de « causalité suspecte » et pas scientifiquement prouvée. Parfois, les habitants précisent avoir obtenu des compagnies gazières d'être approvisionnés en eau potable ou de se faire installer des systèmes de purification de l'eau.
Tout au long du documentaire, Josh Fox interroge des scientifiques, des personnalités politiques et des représentants de l'industrie gazière. Ses démarches le mènent même à filmer au Congrès les discussions d'un sous-comité sur le Fracturing Responsibility and Awareness of Chemicals Act, « une loi visant à amender le Safe Drinking Water Act pour supprimer une certaine permissivité envers la fracturation hydraulique », permise par le Energy Policy Act de 2005.

## Fiche technique
- Réalisation et scénario : Josh Fox
- Montage : Matt Sanchez
- Producteur : Trish Adlesic, Molly Gandour, Josh Fox et David Roma
- Durée : 107 minutes
- Pays d'origine :  États-Unis
- Langue originale : anglais
- Dates de sortie :
  - États-Unis : 24 janvier 2010
  - France : 6 avril 2011

## Distribution
- Aubrey K. McClendon : lui-même
- Pat Fernelli : elle-même - résidente
- Ron Carter : lui-même - résident
- Jean Carter : elle-même - résidente

## Production
Gasland est le second documentaire de Josh Fox, après un premier film intitulé Memorial Day. Fox débute seul son projet, mais est rejoint par un total de trois autres cadreurs, à différents moments du tournage. Le film est produit en environ dix-huit mois, monté par Matthew Sanchez et Josh Fox. Des 200 heures d'enregistrement, ils ne gardent que 100 minutes de film.
La première de Gasland a lieu à l'occasion de l'édition 2010 du Festival du film de Sundance, à Park City (Utah). Le documentaire est également diffusé à la télévision pour la première fois le 21 juin 2010, sur la chaîne américaine HBO. Le film est sorti dans les salles françaises le 6 avril 2011. Une version de 42 minutes est diffusée en ligne par LaTéléLibre.

## Polémiques
À la suite de la diffusion de ce documentaire, des doutes sont apparus quant à l’exactitude, l’attention aux détails et la justification de certains faits.
Mais la profession pétrolière n’est pas la seule à avoir avancé des contre-arguments : Kiran Stacey, journaliste au Financial Times et spécialiste des questions économiques liées à l’énergie et à l’environnement, est également revenu sur plusieurs éléments clés du film :
- En ce qui concerne les scènes montrant des personnes enflammant le gaz contenu dans l’eau du robinet, l’auteur du documentaire ne démontre pas que la présence de gaz soit bien due au forage, ou que cela rende l’eau impropre à la consommation.
- D'après le journaliste, les témoignages de phénomènes naturels étranges tels que l'eau bouillonnante aperçue dans le film ne seraient pas nouveaux. Aux débuts de l’exploration pétrolière, les prospecteurs étaient souvent guidés dans leurs recherches par des autochtones leur indiquant de telles émanations de gaz.
- Le film n’apporte pas de témoignage de médecins ou autres experts qui confirmeraient le fait que les symptômes de troubles mentaux rapportés par certains résidents soient imputables à l’exploitation du gaz.

Josh Fox a cependant réfuté point par point les accusations d'inexactitude portées contre son film en se basant notamment sur des avis d'experts. Il y précise entre autres :
- En ce qui concerne les scènes montrant des personnes enflammant le gaz contenu dans l’eau du robinet et le fait qu'il puisse s'agir de remontées naturelles : l'analyse de l'eau de Dimock notamment, opérée par le PA DEP (Pennsylvania Department of Environmental Protection) révèle qu'il s'agit de gaz thermogénique venu des couches géologiques profondes (celles qui sont concernées par le forage) et non de gaz biogénique susceptible de remonter naturellement. À Dimock toujours, les tests effectués avant les forages ne révèlent pas la présence significative de gaz dans l'eau. En outre, les échantillons prélevés aux robinets révèlent également la présence de substances chimiques liées avec l'activité de forage. Enfin, les personnes interviewées par Josh Fox déclarent toutes que le phénomène est apparu consécutivement au forage, et récusent l'idée que le phénomène était préexistant.
- En ce qui concerne le fait que l'eau soit propre à la consommation : dans Gasland, on voit à plusieurs reprises des représentants des compagnies de forage ou des agences environnementales prétendre que l'eau est potable, et refuser de boire les échantillons que leur propose Josh Fox.
- En ce qui concerne les troubles neurologiques subis par certains résidents en raison d'une forte concentration de méthane (dégagé par l'eau du robinet entre autres), l'Agency for Toxic Substances and Disease Registry (agence officielle) précise que la présence de méthane dans l'air en grande quantité peut provoquer l'asphyxie en remplaçant l'oxygène de l'air, et entraîner des « maux de têtes, des nausées, des lésions cérébrales et éventuellement la mort », ce qui correspond aux pathologies signalées par des personnes interrogées dans le film (mort exceptée)[10].

Une enquête d'État menée par la Colorado Oil and Gas Conservation Commission a permis d'établir qu'à l'exception d'un puits, celui de Aimee Ellsworth, qui contenait un mélange de méthane biogénique et de méthane thermogénique, le problème était dû au méthane naturellement présent dans l’eau (biogénique) et non à la technique de fracturation hydraulique ou à l’exploitation du gaz,.

### Le contre-documentaireTruthLand
Un contre-documentaire à propos de Gasland a été financé par Energy in Depth, l'opération de relations publiques de l'Independent Petroleum
Association of America (IPAA) qui regroupe la grande majorité des producteurs de gaz naturel aux États-Unis, il s'agit de TruthLand, sorte d’antidote factuel à la « fiction » Gasland, selon les producteurs.